# So Proudly We Hail!
 So Proudly We Hail! és una pel·lícula estatunidenca dirigida per Mark Sandrich, estrenada el 1943.

## Argument
Aquesta pel·lícula explica la història d'un grup d'infermeres militars, a les Filipines durant la invasió japonesa. El relat es basa en les memòries de Juanita Hipps que va servir a Bataan i a Corregidor amb els soldats americans i filipins sotmesos a la Marxa de la mort de Bataan. Tot comença quan un grup d'infermeres de l'Exèrcit dels EUA abandonen San Francisco per a una visita a Hawaii el desembre de 1941. L'atac contra Port Harbor canvia la seva destinació, i les seves vides. Enviades a Bataan, a les Filipines, les infermeres són dirigits pel tinent Janet Davidson. És davant d'infermeres sense experiència que esperaven unes vacances a Honolulu, però que es converteixen de pressa en veteranes cansades de la guerra amb bombardejos diaris dels japonès, aclaparades pel nombre de ferits i pels reduints subministraments. Algunes de les noies de la unitat "Davey " també se es han de veure amb embolics romàntics amb homes que desembarquen. Quan Bataan cau, les forces americanes fugen a l'illa de Corregidor, on tot just es troben amb l'atac japonès.

## Repartiment
- Claudette Colbert: La tinent Janet «Davey» Davidson
- Paulette Goddard: La tinent Joan O'Doul
- Veronica Lake: La tinent Olivia d'Arcy
- George Reeves: El tinent John Sumners
- Barbara Britton: La tinent Rosemary Larson
- Walter Abel: El capellà
- Sonny Tufts: El soldat Walachek, anomenat «Kansas»
- Mary Servoss: El capità «Ma» McGregor
- Ted Hecht: El doctor Jose Hardin
- Mary Treen: El tinent Sadie Schwartz
- Kitty Kelly: El tinent Ethel Armstrong
- Ann Doran: El tinent Betty Peterson

I, entre els actors que no surten als crèdits:
- Yvonne De Carlo: Una dona
- Hank Worden: Un soldat
- Will Wright: El coronel Clark

## Galeria

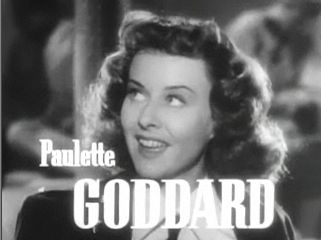
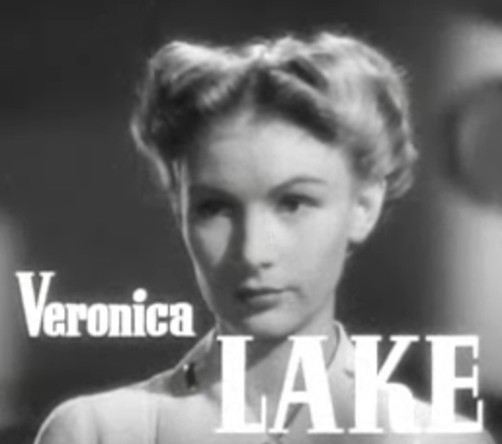
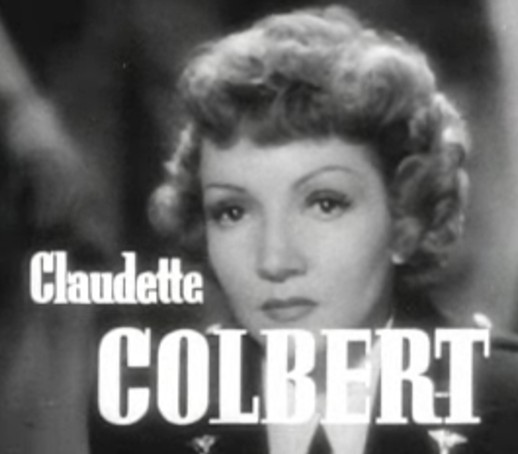